# Koulusjärvi
Koulusjärvi är en sjö i Kiruna kommun i Lappland och ingår i Torneälvens huvudavrinningsområde. Sjön är 13,2 meter djup, har en yta på 1,11 kvadratkilometer och är belägen 418,2 meter över havet. Sjön avvattnas av vattendraget Koulusjoki.

## Delavrinningsområde
Koulusjärvi ingår i det delavrinningsområde (758902-176981) som SMHI kallar för Utloppet av Koulusjärvi. Medelhöjden är 435 meter över havet och ytan är 5,4 kvadratkilometer. Det finns inga avrinningsområden uppströms utan avrinningsområdet är högsta punkten. Koulusjoki som avvattnar avrinningsområdet har biflödesordning 5, vilket innebär att vattnet flödar genom totalt 5 vattendrag innan det når havet efter 470 kilometer. Avrinningsområdet består mestadels av skog (67 procent) och sankmarker (11 procent). Avrinningsområdet har 1,2 kvadratkilometer vattenytor vilket ger det en sjöprocent på 22,2 procent.